# Rent-A-Wreck
Rent-A-Wreck (englisch etwa Miete-ein-Schrottauto) ist ein US-amerikanisches, international tätiges Altwagen-Vermietungsunternehmen, das 1968 von Dave Schwartz in Los Angeles gegründet wurde. Nach eigener Darstellung ist es das älteste und größte seiner Art.
Rent-a-Wreck entstand aus der Idee, alte oder optisch nicht einwandfreie Autos günstiger zu vermieten als andere Autovermieter. Die Bezeichnung Wreck ist nach Darstellung des Unternehmens eine bewusste Übertreibung zu Werbezwecken; die vermieteten Fahrzeuge seien sauber sowie technisch in Ordnung. 
Seit 1973 vermietet das Familienunternehmen in Südafrika Altautos. Heute ist es mit insgesamt über 400 Stationen in Südafrika, den USA, Kanada, Norwegen, Dänemark, Schweden und Island (seit 28. Juli 2005) vertreten.

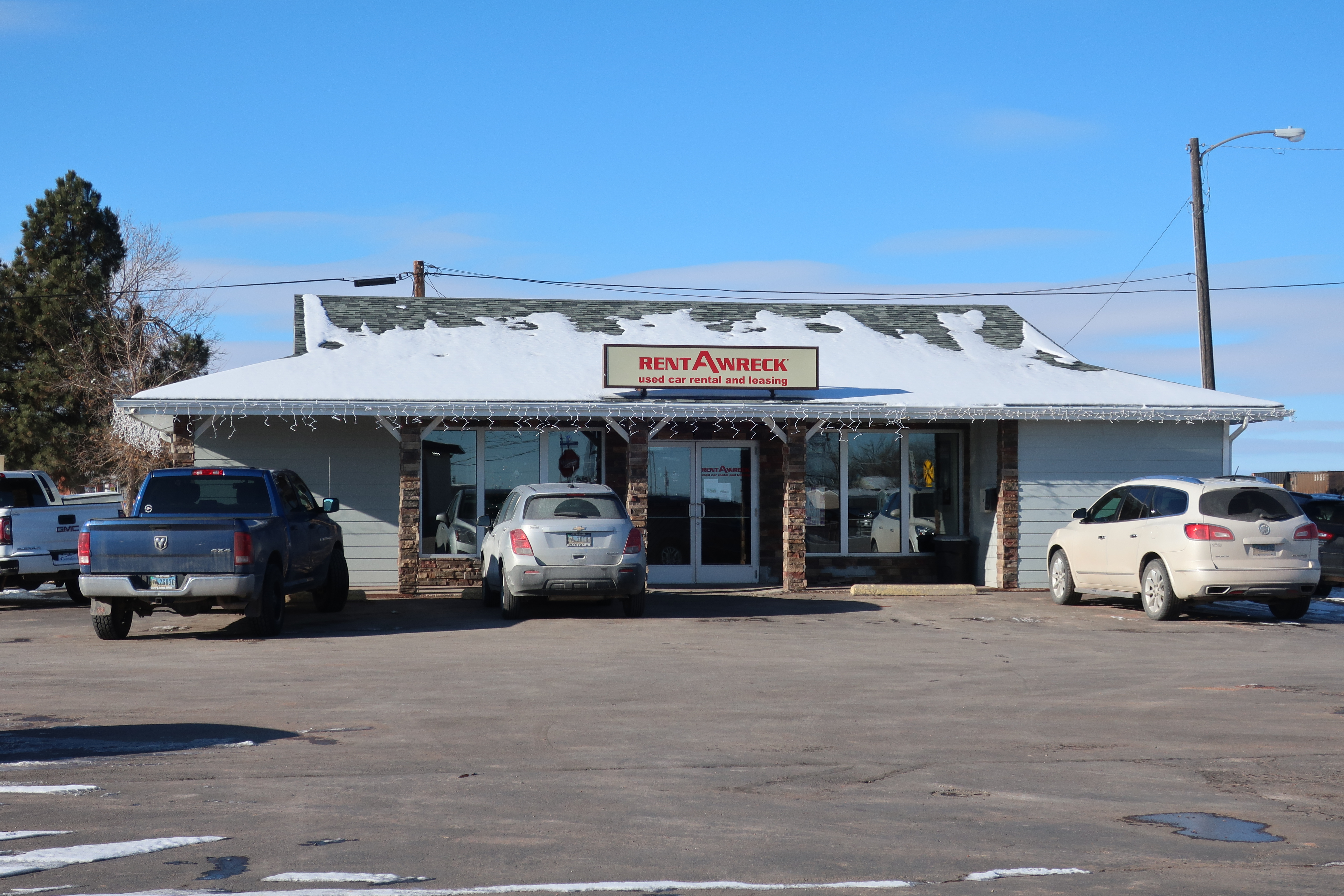
Eine Rent-A-Wreck Verleihstation in Gillette, Wyoming